# ヨンデンプラザ徳島
ヨンデンプラザ徳島（ヨンデンプラザとくしま、英語：Yonden Plaza Tokushima）は、徳島県徳島市寺島本町東にあった四国電力が運営する多目的ホール。1991年10月に開館。2022年3月閉館。

## 施設
1F
- 受付・電化住宅コンサルティングコーナー
- 最新電化機器展示コーナー
- クッキングスタジオ
- ふれあいサロン
- コミュニティテラス

2F
- 電化リフォーム展示コーナー
- エコキュート・暖房機器展示コーナー
- ギャラリー展示コーナー

3F
- ヨンデンホール

## 基本データ
- 開館時間：10時〜18時
- 休館日：毎月第3月曜日 年末年始

## 交通
- JR徳島駅、徳島駅前バス停徒歩5分。